# 久谷八幡神社
久谷八幡神社（くたにはちまんじんじゃ）は、日本の兵庫県美方郡新温泉町久谷に所在する神社。

## 概要
応神天皇を祀る。毎年9月15日に例祭が開かれ、「ざんざか踊り」が披露される。
かつては蓮台山上にあり、1414年（応永21年）に現在の場所に移されたとされている。1985年（昭和60年）に社殿が改築された。境内の「久谷八幡神社棟札」は、1979年（昭和54年）に町の文化財に指定されている。

## 祭神

### 主祭神
- 品陀和気命（ホンダワケノミコト）

### 配祀神
- 兒屋根命（コヤネノミコト）
- 表筒男命（ウワツツノオノミコト）

## 招魂碑
境内には「鐵道工事中 職斃病歿者 招魂碑」と記された石碑が建ち、山陰線建設工事に従事した殉職者10名および病死者17名の名前が刻まれている。これは、山陰線22、23工区、余部工区のために犠牲になった人々を弔い、工事の請負会社や地元の人々が1911年（明治44年）に建立したものである。7名の朝鮮人が含まれており、この碑の確認をきっかけにして、兵庫県内での工事に朝鮮人が従事した事実が浮かび上がった。

## 周辺
- 国道178号[7]

## アクセス
- JR山陰本線 久谷駅下車、南西へ450m[5]（徒歩で約10分[2]）。